# Russian Roulette (EP)
Russian Roulette es el tercer EP del grupo femenino surcoreano Red Velvet. El disco fue publicado el 7 de septiembre de 2016 por S.M. Entertainment. Es el segundo miniálbum lanzado por el grupo con el concepto de «Rojo», después de Ice Cream Cake en 2015. El EP consiste de siete canciones, incluyendo el sencillo principal del mismo nombre que el disco.

## Lanzamiento
A pesar de los rumores anteriores que decían que Red Velvet haría su regreso en verano, S.M. Entertainment anunció que el grupo estaría lanzando un nuevo EP en septiembre. Tras revelar el primer teaser el 1 de septiembre, la agencia anunció que el grupo lanzaría su segundo EP el 7 de septiembre, con siete canciones. También revelaron que el título del disco sería Russian Roulette, con un sencillo del mismo nombre.

## Promoción

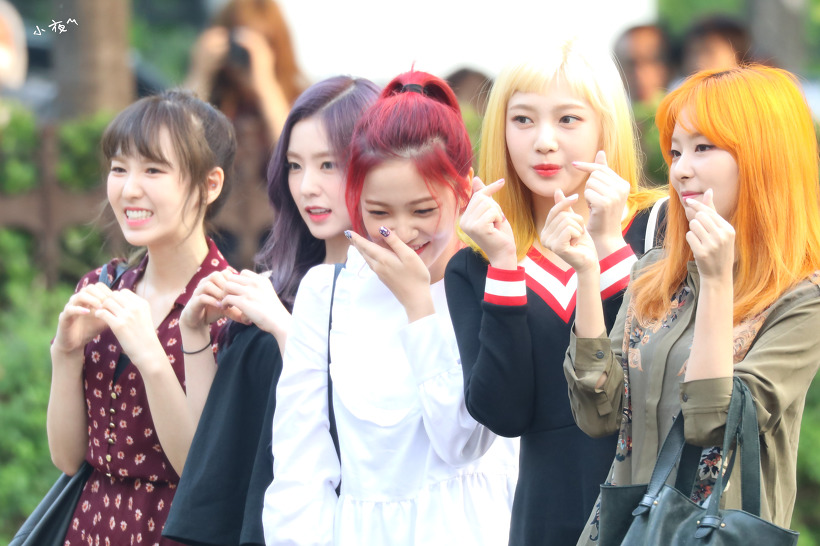
Red Velvet arribando al music bank

Red Velvet realizó un programa especial para el lanzamiento del disco a través de V App el 6 de septiembre, a solo una hora antes del lanzamiento del videoclip de «Russian Roulette» y del EP. El grupo comenzó las promociones de su nuevo material el 8 de septiembre en M! Countdown, interpretando «Russian Roulette» y «Lucky Girl».

## Composición
El sencillo, «Russian Roulette», es una canción de synthpop que tiene un sonido retro de 8-bit. La letra fue escrita por Jo Yun-gyeong, Albi Albertsson, Belle Humble y Markus Lindell que también compuso una parte de «One of These Nights». Sus letras se compara con el proceso de conseguir el corazón de alguien con un juego de ruleta rusa.
«Lucky Girl» es una canción de dance-pop compuesta por Hayley Aitken y Ollipop, con letras escritas por Kenzie. «Bad Dracula» fue compuesta por Tomas Smågesjø, Choi Suk-jin Y Nermin Harambasic de Dsign Music, y Courtney Woolsey, con letras de Jo Yun-gyeong, quien también escribió la letra del sencillo. «Sunny Afternoon» es una canción con un estilo de los años 90 compuesta por Simon Petrén y Andreas Öberg, Maja Keuc y Kim One, con las letras escritas por Jeong Ju-hee. «Fool» es un tema de pop acústico escrito por 1월8일 (Jam Factory) y compuesta por Malin Johansson y Josef Melin. «Some Love» es una canción de trop house escrita y compuesta por Kenzie, mientras que «My Dear» fue escrita y compuesta por Hwang Hyun de MonoTree.

## Lista de canciones
| Russian Roulette |                                  |                       |                                                                   |          |  |
| N.º              | Título                           | Letras                | Música                                                            | Duración |  |
| 1.               | «Russian Roulette» (러시안 룰렛) | Jo Yun-gyeong         | Albi Albertsson, Belle Humble, Markus Lindell                     | 3:31     |  |
| 2.               | «Lucky Girl»                     | Kenzie                | Hayley Aitken, Ollipop                                            | 3:23     |  |
| 3.               | «Bad Dracula»                    | Jo Yun-gyeong         | Choi Suk-jin, Tomas Smågesjø, Nermin Harambasic, Courtney Woolsey | 3:08     |  |
| 4.               | «Sunny Afternoon»                | Jeong Ju-hee          | Simon Petrén, Andreas Öberg, Maja Keu, Kim One                    | 4:00     |  |
| 5.               | «Fool»                           | 1월8일 (Jam Factory)  | Malin Johansson, Josef Melin                                      | 3:53     |  |
| 6.               | «Some Love»                      | Kenzie                | Kenzie                                                            | 3:16     |  |
| 7.               | «My Dear»                        | Hwang Hyun (MonoTree) | Hwang Hyun (MonoTree)                                             | 3:34     |  |
| 24:45            |                                  |                       |                                                                   |          |  |

## Posicionamiento en listas
| Lista (2016)                            | Mejor posición |
| --------------------------------------- | -------------- |
| Japón (Oricon)                          | 40             |
| Corea del Sur (Gaon)                    | 1              |
| Estados Unidos (Top Heatseekers Albums) | 18             |
| Estados Unidos (World Albums)           | 2              |

| Lista (2016)         | Mejor posición |
| -------------------- | -------------- |
| Corea del Sur (Gaon) | 4              |

## Historial de lanzamiento
| Región        | Fecha                   | Formato              | Discográfica                 |
| ------------- | ----------------------- | -------------------- | ---------------------------- |
| Mundo         | 7 de septiembre de 2016 | Descarga digital     | S.M. Entertainment           |
| Corea del Sur | 7 de septiembre de 2016 | CD, descarga digital | S.M. Entertainment, KT Music |